# 10e cérémonie des British Academy Film Awards
Pour la cérémonie des BAFTAs récompensant la télévision, voir la 4e cérémonie des British Academy Television Awards.
La 10e cérémonie des British Academy Film Awards, organisée par la British Academy of Film and Television Arts, s'est déroulée en 1957 et a récompensé les films sortis en 1956.

## Palmarès

### Meilleur film - toutes provenances
- Gervaise
  - Amis pour la vie (Amici per la pelle)
  - Baby Doll
  - La Bataille du Rio de la Plata (The Battle of the River Plate)
  - Le Défroqué
  - Blanches colombes et vilains messieurs (Guys and Dolls)
  - L'Ultime Razzia (The Killing)
  - L'Homme qui n'a jamais existé (The Man Who Never Was)
  - L'Homme au bras d'or (The Man with the Golden Arm)
  - Picnic
  - La Cigale (Попрыгунья)
  - Vainqueur du ciel (Reach for the Sky)
  - La Fureur de vivre (Rebel Without a Cause)
  - Sourires d'une nuit d'été (Sommarnattens leende)
  - Ma vie commence en Malaisie (A Town Like Alice)
  - Mais qui a tué Harry ? (The Trouble with Harry)
  - Guerre et Paix (War and Peace)
  - Peine capitale (Yield to the Night)

### Meilleur film britannique
- Vainqueur du ciel (Reach for the Sky)
  - La Bataille du Rio de la Plata (The Battle of the River Plate)
  - L'Homme qui n'a jamais existé (The Man Who Never Was)
  - Ma vie commence en Malaisie (A Town Like Alice)
  - Peine capitale (Yield to the Night)

### Meilleur acteur
- Meilleur acteur britannique :
  - Peter Finch pour le rôle de Joe Harman dans Ma vie commence en Malaisie (A Town Like Alice)
    - Jack Hawkins pour le rôle de Tom Halliday dans S.O.S. Scotland Yard (The Long Arm)
    - Kenneth More pour le rôle de Douglas Bader dans Vainqueur du ciel (Reach for the Sky)

- Meilleur acteur étranger :
  - François Périer pour le rôle de Coupeau dans Gervaise
    - Karl Malden pour le rôle d'Archie Lee Meighan dans Baby Doll
    - Pierre Fresnay pour le rôle de Maurice Morand dans Le Défroqué
    - Frank Sinatra pour le rôle de Frankie Machine dans L'Homme au bras d'or (The Man with the Golden Arm)
    - Spencer Tracy pour le rôle de Zachary Teller dans La Neige en deuil (The Mountain)
    - William Holden pour le rôle d'Hal Carter dans Picnic
    - James Dean pour le rôle de Jim Stark dans La Fureur de vivre (Rebel Without a Cause)
    - Gunnar Björnstrand pour le rôle de Fredrik Egerman dans Sourires d'une nuit d'été (Sommarnattens leende)

### Meilleure actrice
- Meilleure actrice britannique :
  - Virginia McKenna pour le rôle de Jean Paget dans Ma vie commence en Malaisie (A Town Like Alice)
    - Dorothy Alison pour le rôle de l'infirmière Brace dans Vainqueur du ciel (Reach for the Sky)
    - Audrey Hepburn pour le rôle de Natacha Rostov dans Guerre et Paix (War and Peace)

- Meilleure actrice étrangère :
  - Anna Magnani pour le rôle de Serafina Delle Rose dans La Rose tatouée (The Rose Tattoo)
    - Carroll Baker pour le rôle de Baby Doll Meighan dans Baby Doll
    - Ava Gardner pour le rôle de Victoria Jones dans La Croisée des destins (Bhowani Junction)
    - Maria Schell pour le rôle de Gervaise Macquart dans Gervaise
    - Jean Simmons pour le rôle de Sarah Brown dans Blanches Colombes et Vilains Messieurs (Guys and Dolls)
    - Susan Hayward pour le rôle de Lillian Roth dans Une femme en enfer (I'll Cry Tomorrow)
    - Kim Novak pour le rôle de Marjorie "Madge" Owens dans Picnic
    - Marisa Pavan pour le rôle de Rosa Delle Rose dans La Rose tatouée (The Rose Tattoo)
    - Eva Dahlbeck pour le rôle de Desiree Armfeldt dans Sourires d'une nuit d'été (Sommarnattens leende)
    - Shirley MacLaine pour le rôle de Jennifer dans Mais qui a tué Harry ? (The Trouble with Harry)

### Meilleur scénario britannique
- L'Homme qui n'a jamais existé (The Man Who Never Was) – Nigel Balchin
  - Ma vie commence en Malaisie (A Town Like Alice) – W.P. Lipscomb et Richard Mason
  - Private's Progress – Frank Harvey et John Boulting
  - Vainqueur du ciel (Reach for the Sky) – Lewis Gilbert
  - Smiley – Moore Raymond et Anthony Kimmins
  - La Bataille du Rio de la Plata (The Battle of the River Plate) – Michael Powell et Emeric Pressburger
  - Une bombe pas comme les autres (The Green Man) – Sidney Gilliat et Frank Launder
  - Trois hommes dans un bateau (Three Men in a Boat) – Hubert Gregg et Vernon Harris
  - Peine capitale (Yield to the Night) – John Cresswell et Joan Henry

### Meilleur film d'animation
- Gerald McBoing Boing on Planet Moo
  - Calling All Salesmen
  - Christopher Crumpet's Playmate
  - Rythmetic (en)
  - Love and the Sepplin
  - History of the Cinema
  - The Invisible Moustache of Raoul Dufy

### Meilleur film documentaire
- On the Bowery
  - Generator 4
  - Foothold in Antarctica
  - Under the Same Sky
  - Le Monde du silence

### Film Special Awards
- Le Ballon rouge – Albert Lamorisse •  France
  - Disneyland (Man in Space (1x20) – Ward Kimball •  États-Unis
  - On the Twelfth Day... – Wendy Toye •  Royaume-Uni
  - The Ruthless One
  - The Door in the Wall – Glenn H. Alvey Jr. •  Royaume-Uni
  - Underwater Symphony •  Italie

### United Nations Awards
- Si tous les gars du monde
  - Pacific Destiny
  - L'Infernale Poursuite (The Great Locomotive Chase)
  - To Your Health
  - Under the Same Sky

### Meilleur nouveau venu dans un rôle principal
Récompense les jeunes acteurs dans un rôle principal.
- Eli Wallach pour le rôle de Silva Vacarro dans Baby Doll
  - Don Murray pour le rôle de Beauregard "Bo" Decker dans Arrêt d'autobus (Bus Stop)
  - Elizabeth Wilson pour le rôle de Marge Fleming dans Patterns
  - Susan Strasberg pour le rôle de Millie Owens dans Picnic
  - Stephen Boyd pour le rôle de Patrick O'Reilly dans L'Homme qui n'a jamais existé (The Man Who Never Was)

## Récompenses et nominations multiples

### Nominations multiples
Films
5 : Vainqueur du ciel, Ma vie commence en Malaisie
4 : Picnic, Baby Doll
3 : Gervaise, La Bataille du Rio de la Plata, L'Homme qui n'a jamais existé, Sourires d'une nuit d'été, Peine capitale
2 : Le Défroqué, Blanches colombes et vilains messieurs, L'Homme au bras d'or, La Fureur de vivre, Mais qui a tué Harry ?, Guerre et Paix, La Rose tatouée, Under the Same Sky
Personnalités
Aucune

### Récompenses multiples
Légende : Nombre de récompenses/Nombre de nominations
Films
2 / 3 : Gervaise
2 / 5 : Ma vie commence en Malaisie
Personnalités
Aucune

### Le grand perdant
0 / 4 : Picnic